# Cristilabrum grossum
Cristilabrum grossum é uma espécie de gastrópode  da família Camaenidae.
É endémica da Austrália.